# Rafael Pérez i Pérez
Rafael Pérez i Pérez (Quatretondeta, País Valencià, 1891 - 1984) va ser un escriptor valencià en llengua castellana. Va ser un dels autors més prolífics i populars, va publicar 160 novel·les de gènere rosa des dels anys 20 del segle xx, que van vendre més de cinc milions d'exemplars i van ser traduïdes a 22 idiomes. Se li va destacar la cura de les trames i del llenguatge i moltes de les seves obres estaven ambientades en a l'edat mitjana. Algunes de les seves obres van ser adaptades al cinema: Mariquita Monleón, Cuando pasa el amor, La niña de Ara, Muñequita e Inmaculada. És considerat com un precursor de les fotonovel·les.
Pérez i Pérez va ser mestre d'escola de professió. D'ideologia conservadora, al final de la Guerra Civil va passar a la zona franquista. Va exercir la tasca docent a Sevilla i a Guàrdia de Tremp. A la seua jubilació, el 1958, va retornar a Quatretondeta, on va continuar escrivint.
La seva obra Los cien caballeros de Isabel la Católica va servir d'inspiració a Manuel Gago per al còmic de El guerrero del antifaz.

### Serie Los Caballeros de Loyola
1. Los Caballeros de Loyola	(1929)
2. La gloria de amar	(1934)

### Serie Duquesa Inés
1. Duquesa Inés	(1930)
2. Por el honor del nombre	(1932)

### Serie Dos Españas
- Dos Españas	(1939)

1. Elena	(1939)
2. Juan Ignacio	(1939)
3. De una España a otra	(1939)

### SèrieEntre el aviador y el millonario
1. Entre el aviador y el millonario	(1943)
2. Sin amor	(1943)

### Serie El Señor de Albarracín
1. El Señor de Albarracín	(1945)
2. El idilio de una reina	(1945)

### Serie Martinejo
1. Martinejo	(1947)
2. Intrigas en la corte	(1947)

### Serie El valido del Rey
1. El valido del Rey	(1948)
2. La bastarda del condestable	(1948)
3. El Castillo de Escalona	(1948)

### Serie El segundón
1. El segundón	(1953)
2. El misterio de Gistaín	(1953)